# بشر بن الحسين
أبو سعيد بشر بن الحسين الشيرازي (ت. 381 هـ)، فقيه ظاهري، وقاضي القضاة فارس والعراق وجميع أعمال عضد الدولة.

## سيرته
أصله من شيراز. أخذ العلم عن علي بن محمد البغدادي الظاهري صاحب ابن المغلس الظاهري بـ فارس. قدّمه عضد الدولة للقضاء، فولّاه الطائع لله قضاء القضاة، سنة 369 هـ. ثم إنه عُزِل في سنة 376 هـ.
توفي سنة 381 هـ بـ شيراز.